# Heinz Ritter
Heinz Ritter (né le 6 août 1912 à Munich, mort le 22 juillet 1958 à Goya, province de Corrientes, Argentine) est un reporter-photographe et directeur de la photographie allemand.

## Biographie
Heinz Ritter était l'aîné des trois fils du réalisateur Karl Ritter et son épouse Erika Ritter, petite-fille d'Albert Wagner, frère de Richard Wagner.
Heinz va au Maximiliansgymnasium de Munich et à partir de 1925 à la Hindenburg-Oberrealschule à Berlin. Après avoir quitté l'école, il passe deux ans à l'école de photographie de l'Association Lette (de), appelée Lette-Haus, où la célèbre photographe Marianne Breslauer avait étudié deux ans plus tôt pour y devenir directrice de la photographie. Au même moment, il suit des cours de dessin et de peinture à l'académie des arts de Berlin.
En 1932, il travaille comme photographe de plateau et assistant du directeur de la photographie chez Pathé-Natan à Paris. À son retour en 1935 et jusqu'en 1938, Ritter travailla pour l'UFA et la Tobis-Tonbild-Syndikat pour les films et les actualités.
Ritter travaille en tant que journaliste indépendant pour divers journaux illustrés. Il va en Italie, en Grèce, en Afrique du Nord, dans les îles Canaries et en Égypte (Ritter parle allemand, anglais, français et a quelques notions d'espagnol et d'italien). En 1938, il photographie et dirige la mission qui suit la Légion Condor en Espagne pour le compte de l'UFA. Il assiste à de nombreuses batailles, telles que la capture de Barcelone et de Madrid. Cependant le Pacte germano-soviétique suspend l'exploitation de ces images.
Après le début de la Seconde Guerre mondiale, Heinz Ritter se porte volontaire en 1939 à Potsdam et est envoyé le 12 octobre 1939 dans la Heeres-PK, une compagnie de propagande. 14 mois plus tard, sous le nom de Feldwebel d.R., il fréquente l'école de guerre de l'armée à Halle et est promu lieutenant en février 1941, avant d'être muté dans la 6e compagnie de journalisme de la Luftwaffe à Berlin-Adlershof, à Berlin.
Son unité est transférée de Berlin-Adlershof en 1941 pour être utilisée à Maastricht et au Touquet-Paris-Plage, où elle est installée dans une villa en face de la Maison des soldats. La zone d'opération est située sur la côte de la Manche, entre Calais et Dieppe.
Fin mai 1942, Ritter suit sa formation militaire à Blingel, afin de pouvoir être transféré en Afrique du Nord, où il sert pendant un an dans des missions de combat. Au cours de la guerre, il se rend pendant deux ans et demi sur le front sud de la Russie (1942-1944), puis en Italie (fin 1944). En tant que journaliste, il effectue plus de 60 vols. Le 14 février 1942, il reçoit la Croix du Mérite de guerre de 2e classe avec des épées et le 31 mai de l'année suivante, la Croix de fer 2e classe.
Il devient formateur pour la reportage de guerre. En mars 1943, Ritter est promu lieutenant dans la Luftwaffe. Ses enregistrements de guerre ne sont interrompus que deux fois lorsqu'il prend part aux films de son père, Stukas et Besatzung Dora, en 1940 et 1941. Besatzung Dora est tourné en grande partie sur le front russe.
Après la guerre, il est libéré le 6 juillet 1945 par les troupes américaines. Il retravaille d'abord comme antiquaire. Son épouse Anne-Eva Bahr, fille de l'éditeur berlinois Eugen Bahr, qu'il a épousée en 1941, et sa fille Monika avaient passé les dernières semaines de la guerre à Oberaudorf, où elles avaient fui peu de temps avant la prise de Berlin par les troupes soviétiques. Deux fils, Peter et Michael, naissent en 1945 et 1946.
Jusqu'en 1948, Ritter travaille en tant que reporter d'images indépendant pour des magazines illustrés comme Ufer, Taurus, Quick et Revue et de 1948 à 1950 en tant que directeur de la photographie pour la société de Walter Leckebusch à Munich. Outre des films publicitaires et industriels, il participe aux longs-métrages Eine Affenidee et Es geschah zu Nürnberg. En juin 1948, le tribunal de district de Garmisch-Partenkirchen déclare Heinz Ritter comme quelqu'un pas affecté par le nazisme.
Le 27 août 1950, Ritter émigre avec sa famille en Argentine. Là, il tourne en 1952 avec son père, le long métrage El Paraíso. Heinz Ritter se rend en Allemagne pour la dernière fois en 1954 afin de réaliser le film Ball der Nationen avec son père à Wiesbaden.
Son enthousiasme pour les films d’expédition, en particulier le nord de l’Argentine, avec ses hauts plateaux au nord-ouest et sa splendeur tropicale au nord-est, lui fait rêver de tourner son propre grand film culturel en couleurs. En juillet 1958, il se rend dans la province de Corrientes pour préparer ce film. Lors d'un vol de reconnaissance dans un monomoteur du type Piper, piloté par un grand propriétaire terrien, l'instructeur de vol de l'aéroclub local, ne parvient à redémarrer le moteur tombé en panne. Ils meurent dans l'accident.

## Filmographie
Photographe de plateau
- 1931 : L'Affaire Pichler
- 1931 : Casse-cou
- 1932 : Melodie der Liebe
- 1932 : La Fiancée vendue
- 1932 : Tannenberg (de)
- 1932 : Der Schützenkönig
- 1933 : Die blonde Christl
- 1933 : Ein gewisser Herr Gran
- 1934 : Einmal eine große Dame sein
- 1934 : Un jour viendra
- 1934 : Ein Mann will nach Deutschland
- 1934 : Peer Gynt
- 1935 : Einer zuviel an Bord
- 1935 : Un homme de trop à bord
- 1935 : Der höhere Befehl
- 1935 : Jonny, haute-couture
- 1936 : Savoy-Hotel 217
- 1936 : L'Étudiant pauvre
- 1936 : Contrebande
- 1937 : Pays de l'amour
- 1937 : La Folle imposture
- 1938 : Les étoiles brillent
- 1938 : Un amour en l'air
- 1938 : Der Tag nach der Scheidung

Directeur de la photographie
- 1939 : Im Kampf gegen den Weltfeind (documentaire)
- 1940 : Baptême du feu (documentaire)
- 1941 : Stukas
- 1943 : Besatzung Dora
- 1954 : Ball der Nationen